# Sérékalé
Sérékalé è un arrondissement del Benin situato nella città di Nikki (dipartimento di Borgou) con 12.875 abitanti (dato 2006).